# ژرژ فیتزموریس

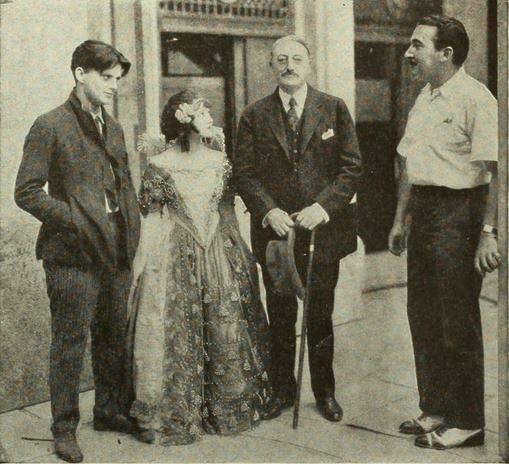
در مجموعه To Have and to Hold در سال ۱۹۲۲. از چپ به راست، آرتور رنکین، آن کورنوال، جان درو و ژرژ فیتزموریس. درو در حال بازدید از تولید بود.

ژرژ فیتزموریس (زاده ۱۳ فوریه ۱۸۸۵ – درگذشته ۱۳ ژوئن ۱۹۴۰) کارگردان و تهیه‌کننده فیلم فرانسوی الاصل بود. از فیلم‌هایی که وی کارگردانی نمود می‌توان به پسر شیخ و سوزی اشاره کرد.

## فعالیت

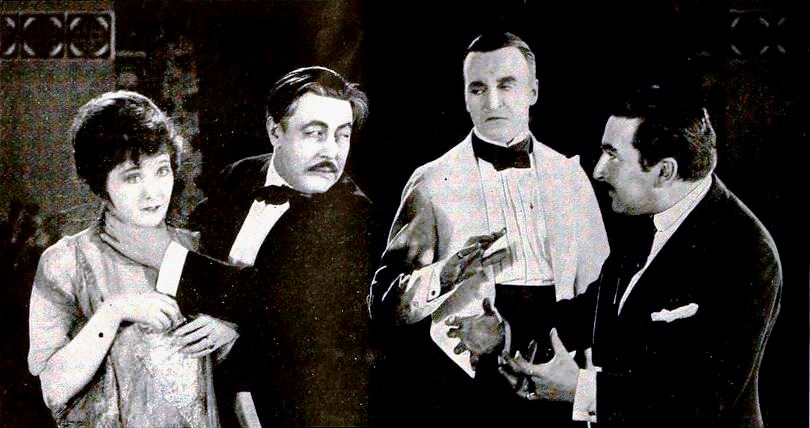
تصویر یک سکان با حضور کارگردان، فیتزموریس

کار فیتزموریس ابتدا به عنوان طراح صحنه روی صحنه شروع شد. او از سال ۱۹۱۴ شروع کرد و تا زمان مرگش در سال ۱۹۴۰
ادامه داد، در مجموع بیش از ۸۰ فیلم را کارگردانی کرد. چندین مورد از آنها موفق بودند، از جمله پسر شیخ، رافلز، ماتا هاری
و سوزی.
فیتزموریس در ابتدای کار کارگردانی خود در کارگردانی بازیگران زن صحنه در فیلم‌های اولیه خود با موج اول ستاره‌های
بزرگ برادوی که در دوران جنگ جهانی اول به سینما مهاجرت کردند، از جمله مای موری، السی فرگوسن، فانی وارد، هلن،
زیرک بود. چادویک، ایرنه فنویک، گیل کین و ادنا گودریچ.
پسر شیخ مشهورترین فیلم صامت موجود اوست که بدون شک مرگ ناگهانی ستاره اش، رودلف والنتینو، به آن کمک کرده‌است. زمان یاسی یک فیلم کلاسیک جنگی/عاشقانه است. فیتزموریس، با این حال، تعداد زیادی فیلم صامت را کارگردانی کرد که اکثر آن‌ها در اثر تخریب از بین رفته‌اند. اکتشافات اخیر در گوسفیلموند در روسیه شامل شاهد دفاع در سال ۱۹۱۹ با السی فرگوسن و پا زدن با برت لایتل در سال ۱۹۲۲ است. بازسازی فیلم هیبریدی نیمه تاکی او در سال ۱۹۲۸، بارکر، تحسین بسیاری از علاقه مندان به فیلم را برانگیخت.

## کارگردان
دزد را متوقف کنید (۱۹۱۵)
مسافران (۱۹۱۵)
و خلیج (۱۹۱۵)
سوزی (۱۹۳۶)